# 리처드 아이오아디
리처드 엘레프 아이오아디(Richard Ellef Ayoade, 1977년 6월 12일 ~ )는 잉글랜드의 배우이다.

## 작품 목록

### 영화 연출
- 서브마린 (2010)
- 더블: 달콤한 악몽 (2013)

### 영화 출연
- 피터 셀러스의 삶과 죽음 (2004)
- 왓치 (2012) - 자마커스 역
- 박스트롤 (2014) - 미스터 피클스 역 (목소리)
- 패딩턴 2 (2017) - 법의학 수사관 역
- 얼리맨 (2018) - 트리볼 역 (목소리)
- 레고 무비 2 (2019) - 목소리
- 수베니어: 파트 I (2019) - 패트릭 역
- 소울 (2020) - 제리 (목소리)
- 수베니어: 파트 II (2021)
- 루이스 웨인: 사랑을 그린 고양이 화가 (2021)
- 배드 가이즈 (2022) - 마멀레이드 교수 역 (목소리)
- 기상천외한 헨리 슈거 이야기 (2023) - 딕터 마샬 / 요가 역
- 페니키안 스킴 (2025) - 세르지오 역

### 텔레비전 연출
- 커뮤니티 (2011)

### 텔레비전 출연
- The Mighty Boosh (2004-7)
- IT 크라우드 (2006-10, 2013) - 모스 역
- 개짓 맨 (2013-5) - 진행
- The Vicar of Dibley (2015)
- 데인저 마우스 (2015) - 목소리
- 트래블 맨 (2015-9) - 진행
- Apple & Onion (2018-21) - 목소리
- 무민밸리 (2019) - 목소리
- 만달로리안 (2019-20) - 목소리 출연
- 2020년 영국 아카데미 텔레비전상 (2020) - 사회
- 디스인챈트 (2021-23) - 목소리
- 2021년 영국 아카데미 텔레비전상 (2021) - 사회
- 러그래츠 (2022~) - 목소리
- 2022년 영국 아카데미 텔레비전상 (2022) - 사회
- 쿵푸 팬더: 용의 기사 (2023) - 목소리
- 블랙 미러 (2023) - 본인 역 (목소리 출연)